# Hannah G. Solomon
Hannah Greenebaum Solomon (Chicago, Illinois, 14 de enero de 1858 - ibidem, 7 de diciembre de 1942) fue una reformadora y activista social estadounidense, fundadora del Consejo Nacional de Mujeres Judías (en inglés: National Council of Jewish Women —NCJW—), la primera asociación nacional de mujeres judías. Solomon fue una organizadora sobresaliente que traspasó las fronteras de las convicciones religiosas en su lucha por el bien de la comunidad.

## Biografía
Hannah Greenebaum nació el 14 de enero de 1858 en Chicago, Illinois, la cuarta de los diez hijos de Michael y Sarah Greenebaum. Su padre fue parte del primer grupo de judíos que se estableció en la ciudad de Chicago. Dentro del entorno familiar recibió el ejemplo de una fuerte participación cívica; su madre organizó la Sociedad de Costura de Mujeres Judías de Chicago, donde fabricaban ropa para los necesitados, y su padre fundó la Sociedad Literaria Zion, fue bombero voluntario y también ayudó a fundar la primera sinagoga reformista de Chicago.
Hannah y su hermana mayor, Henriette, fueron las primeras mujeres judías en ser admitidas en el Chicago Women's Club en 1876. Muchas de las ideas para el Consejo Nacional de Mujeres Judías surgieron de sus experiencias en ese club, que enfatizaba la filantropía y la educación. Hannah Greenebaum se casó con el empresario Henry Solomon en 1879 y como era habitual en las mujeres de su época, se dedicó en cuerpo y alma al cuidado de su familia, pero persistió con la idea de crear una asociación nacional para mujeres judías.
Después de años de planificación y organización, el Congreso de Mujeres Judías impulsado por Solomon se reunió en el marco de la Exposición Mundial Colombina de Chicago el 4 de septiembre de 1893 y culminó en una votación para formar el Consejo Nacional de Mujeres Judías, que entre otros propósitos tenía el de apoyar a la comunidad judía en materia de educación y beneficencia. Solomon fue elegida presidenta en esa misma reunión. Para la primera convención trienal en 1896, la organización contaba con 3300 integrantes, cuando  Solomon renunció a la presidencia en 1905, contaba con 10 000 socias y varios capítulos locales en diferentes ciudades del país.
Solomon también participó en la creación del Consejo Nacional de Mujeres de los Estados Unidos y apoyó el trabajo de Jane Addams en Hull House. Dedicó la mayor parte de su vida al activismo social, entre otras causas luchó para mejorar el bienestar infantil, disminuir la pobreza, mejorar el saneamiento de los barrios pobres, legislar sobre la delincuencia juvenil y el trabajo infantil, por conseguir viviendas de bajo costo y por mejorar las medidas gubernamentales de salud pública.
Hannah G. Solomon falleció el 7 de diciembre de 1942 en Chicago, Illinois. Fue elegida para formar parte del National Women's Hall of Fame en 1995.